# Anna Ramírez
Anna Ramírez Bauxel (Vic, Barcelona, 13 de marzo de 1981) es una ciclista profesional española. Tras retirarse en 2005 para estudiar una oposición para ser mozo de escuadra volvió tímidamente a la competición en 2011 donde ganó la Copa de España (si bien había corrido en 2008 la Grande Boucle). Viendo el bajo nivel de dicha copa, desde ese momento, comenzó a implicarse de nuevo en el ciclismo femenino español de una manera crítica lo que la llevó a ser excluida de la selección española.

## Biografía

### Progresión y retirada ante falta de oportunidades
A los 20 años decidió dedicarse profesionalmente al ciclismo mudándose a Italia en el equipo Aliverti Kookai. Además ese equipo consiguió en 2003 el patrocinio de la Generalidad de Cataluña gracias a su presencia y a la de Marta Vilajosana entre otras corredoras catalanas. A pesar de ello la sede real y centro de operaciones del equipo siempre estuvo en Italia aunque en 2003 estuviese registrado en España, gracias al mencionado patrocinio de la Generalidad, convirtiéndose en el primer equipo femenino profesional registrado en España.
Debido a la falta de pagos y malas condiciones el seleccionador nacional la instó a que disputase las carreras del 2005 enrolada en la Selección de España donde iba a tener similar calendario internacional y seriedad en los pagos con la ventaja de poder estar cerca de casa. A pesar del buen año ante las dificultades decidió dedicarse a los estudios para obtener una plaza como mozo de escuadra lo que hizo que perdiese el contacto del panorama ciclista profesional retirándose del profesionalismo con 25 años. Aunque siguió disputando aisladamente diversas carreras amateurs de bajo nivel.
En 2008 volvió a la competición amateur de máximo nivel ya que se implicó corriendo con regularidad la Copa de España obteniendo una victoria en dicha Copa. Además su equipo amateur fue invitado a la Grande Boucle 2008, si bien al ser el equipo amateur sus integrantes lo compitieron bajo los colores de la Selección de España.

### Vuelta a la competición, crítica a los dirigentes y excluida de la selección
Tras un par de años apartada de la competición de alto nivel, las carreras de más nivel que disputó fue una carrera de la Copa de España en Cataluña (el Memorial Rafael Fabra) y el Campeonato de España en Ruta 2010, instado por un director deportivo para incorporarla a su equipo amateur en 2011 decidió correr de nuevo la Copa de España completa (formada ese año por 3 pruebas) la cual ganó sobradamente sin ninguna dificultad al ser 2.ª en todas las carreras.
Esa situación llamó su atención y en 2012 enrolada en el equipo amateur portugués del Ouribike / CC Ouriquense (también llamado Cofidis–Ouribike) con el que ya corrió la prueba profesional del Tour de Feminin-O cenu Ceskeho Svycarska 2011, poco después de correr con la Selección de España el Festival Luxemburgués de Ciclismo Femenino Elsy Jacobs, escribió una dura carta, en principio privada, preguntando a la Comisión de féminas de ciclismo de carretera que trabajo se estaba haciendo para que una ciclista amateur y retirada del profesionalismo como ella pudiese ganar sin dificultad la Copa de España además de destacar en el Campeonato de España del 2011. Esa carta tuvo sus consecuencias y a pesar de sus buenos resultados en carreras nacionales ya no fue seleccionada más por España. Sin embargo esa supuesta falta de inversión si hizo que de nuevo entrase en el ciclismo profesional para implicarse y preocuparse por la situación del ciclismo femenino fichando por el Bizkaia-Durango en 2014 tras una primera tentativa pública para correr en el extranjero en 2013 que no fructificó.
Esa vuelta al profesionalismo no pudo ser más exitosa ya que en ese mismo año obtuvo el Campeonato de España de Ciclismo en Ruta 10 años después del primero que consiguió. Tras obtenerlo declaró que no la hacía mucha ilusión llevar el maillot de España cerrando definitivamente sus pocas opciones de poder volver con dicha selección. Anna corrió dicho campeonato con la Selección de Cataluña ya que para favorecer al competitividad hay libertad de correrla con el equipo comercial o la selección regional.

## Vida personal
Anna Ramírez y sus hermanas fueron criadas vegetarianas. Actualmente, por motivos de salud, sigue una dieta vegana en su hogar y "en la medida de lo posible" fuera de ella.

## Palmarés
2001
- 2.ª en el Campeonato de España en Ruta

2002
- 2.ª en el Campeonato de España en Ruta

2004
- Campeonato de España en Ruta

2011 (como amateur)
- 2.ª en el Campeonato de España en Ruta

2012 (como amateur)
- 2.ª en el Campeonato de España en Ruta

2013
- Trofeo Joan Soler de Ciclocross

2014
- Campeonato de España en Ruta

## Resultados en Grandes Vueltas y Campeonatos del Mundo
Durante su carrera deportiva ha conseguido los siguientes puestos en las Grandes Vueltas femeninas y en los Campeonatos del Mundo en carretera:
| Carrera         | 2002 | 2003 | 2004 | 2005 | 2006 | 2007 | 2008 | 2009 | 2010 | 2011 | 2012 | 2013 | 2014 | 2015 | 2016 | 2017 |
| --------------- | ---- | ---- | ---- | ---- | ---- | ---- | ---- | ---- | ---- | ---- | ---- | ---- | ---- | ---- | ---- | ---- |
| Giro de Italia  | -    | -    | -    | -    | -    | -    | -    | -    | -    | -    | -    | -    | Ab.  | -    | 53.ª | -    |
| Tour de l'Aude  | -    | -    | -    | 61.ª | -    | -    | -    | -    | -    | X    | X    | X    | X    | X    | X    | X    |
| Grande Boucle   | -    | -    | X    | -    | -    | -    | 27ª  | -    | X    | X    | X    | X    | X    | X    | X    | X    |
| Mundial en Ruta | -    | -    | Ab.  | -    | -    | -    | -    | -    | -    | -    | -    | -    | -    | -    | -    | -    |

-: no participa

Ab.: abandono

X: ediciones no celebradas

## Equipos
- Aliverti Kookai (2002-2004)
  - Team Aliverti Kookai Imm. Luca Atet (2002)
  - Team Catalunya-Aliverti-Kookai (2003)
  - Team Aliverti-Bianchi-Kookai (2004)
- Ono (2011)[12] (amateur)
- Ouribike / CC Ouriquense (2012) (amateur)
- Bizkaia-Durango (2014-2015)
- Lointek (2016-2017)